# François Dupont Duvivier
Capitaine François Dupont Duvivier (25 avril 1705 – 28 mai 1776).  Né en Acadie, il fut marchant et officier des Compagnies franches de la marine, troupes coloniales françaises en Nouvelle-France. 

## Ses débuts
François Dupont Duvivier est né à Port Royal, Acadie, il est l'aîné des trois fils de François Du Pont Duvivier et de Marie Mius d'Entremont de Pobomcoup le 25 avril 1705.  Lorsque l'Acadie fut cédée à l'Angleterre en 1713, les Duviviers furent envoyés dans la nouvelle colonie de l'Île Royale.  Ils entreprirent plusieurs affaires lucratives, qui leur a permis de devenir l'une des familles les plus riches et prestigieuses de l'Île Royale.  François a soutenu les fortes traditions militaires de sa famille, en s'enrôlant comme cadet dans les troupes de la marine en 1716, puis en étant enseigne trois années plus tard.  Dès 1730, il avait été promu lieutenant et, en 1737, il fut nommé capitaine de la Compagnies franches de la marine à Louisbourg.

## Entreprises d'affaires
Duvivier est devenu un homme d'affaires astucieux à Louisbourg.  Il accumula une vaste fortune et fut un des officiers les plus riches de la colonie.  Par l'entremise d'une séries d'entreprises en Nouvelle-Angleterre, dans les Indes occidentales françaises et en France, grâce à son autorité comme officier militaire, il acquit une solide réputation de grand homme d'affaires, qui n'avait pas peur d'utiliser son savoir pour faire avancer sa cause. Vers 1745, sa fortune était estimée à 200 000 livres.  

## Troisième Guerre Intercoloniale
Lorsque les hostilités reprennent entre la France et l'Angleterre, Duvivier fut choisi pour commander 374 soldats lors de l'incursion à Canso.  Après le succès obtenu lors de cette incursion, Duvivier fut chargé de lever une armée d'Acadiens et de Micmacs pour reprendre Port-Royal, le seul château fort des Anglais en Nouvelle-Écosse.  Ayant obtenu moins d'hommes qu'il n'avait prévu pour le recrutement, il est arrivé à Port Royal avec une armée inadéquate pour forcer les Anglais à se rendre. Après avoir assiégé Port-Royal pendant près d'un mois en 1744, il reçut un message lui disant qu'il n'y aurait pas de renforts envoyé de Louisbourg par la mer. Il fut donc obligé d'abandonner le siège et de retourner à l'Île Royale. 

## Fin de carrière
Arès son expédition à Port-Royal, Duvivier retourna en France où il continua les affaires de la colonie à Versailles; il prépara une expédition de secours pour Louisbourg. Cependant, la prise de Louisbourg en 1745, par les troupes coloniales anglaises sous le commandement de William Pepperrell, mit fin aux plans de secours et força Duvivier à demeurer en France. En 1747, il re-signa à son poste de capitaine, mais le reprit à moitié de la commission en 1749, pour avoir l'occasion de devenir gouverneur de l'Île Royale, maintenant redevenue française par le Traité d'Aix-la-Chapelle de 1748. Comme il n'obtint pas le poste de gouverneur, il demeura en France et se retira de l'armée en 1753, avec une pension annuelle de 1 200 livres. Les dossier ne montrent aucune trace de Duvivier pendant les vingt années suivantes, mais on peut présumer qu'il occupa la plupart de son temps à vivre dans son domaine à Le Vivier, près de Chalais, dans la commune de Sérignac (aujourd'hui intégrée à la commune de Chalais), avant de mourir le 28 mai 1776. La vaste fortune qu'il avait accumulée en Amérique du Nord, n'était plus que de 25 000 livres. C'est sa belle-sœur qui hérita de cette somme.